# جام قهرمانان ای۳
جام قهرمانان ای۳ (که با نام جام قهرمانان شرق آسیا نیز شناخته می‌شود) یک تورنمنت سالانه فوتبال بود که به طور مشترک توسط فدراسیون فوتبال چین، ژاپن و جمهوری کره برگزار می‌شد. این تورنمنت در سال ۲۰۰۳ با حضور قهرمانان لیگ چین، ژاپن و کره جنوبی آغاز شد. کشور میزبان همچنین یک تیم دیگر را دعوت می‌کرد و این تورنمنت را به یک تورنمنت چهار تیمی تبدیل می‌کرد. کره جنوبی موفق‌ترین کشور در این تورنمنت بود. نمایندگان آنها سه بار قهرمان این تورنمنت شدند.
پیشنهاد شده بود که قهرمان لیگ استرالیا در آینده به جام اضافه شود. با این حال، مشکلات با حامی مالی، برگزاری این مسابقات را با تردید مواجه کرد. گزارش شد که قهرمان ژاپن ممکن است در دوره ۲۰۰۸ شرکت نکند، زیرا اوراوا در سال ۲۰۰۷ هزینه حضور خود را دریافت نکرده بود. این مسابقات در ۲۳ سپتامبر ۲۰۰۸ به دلیل ورشکستگی حامی مالی لغو شد.

## نتایج
| فصل‌ها | مکان    | قهرمان                   | نایب قهرمان          | رتبه سوم              | رتبه چهارم            |
| ----- | ------- | ------------------------ | -------------------- | --------------------- | --------------------- |
| ۲۰۰۳  | توکیو   | کاشیما آنتلرز †          | دالیان شیده          | سئونگنام ایلهوا چونما | جوبیلو ایواتا         |
| ۲۰۰۴  | شانگهای | سئونگنام ایلهوا چونما    | یوکوهاما اف مارینوس  | شانگهای شنهوا         | اینتر شانگهای †       |
| ۲۰۰۵  | ججو     | سوون سامسونگ بلووینگز    | پوهانگ استیلرز †     | یوکوهاما اف مارینوس   | شنژن کینگوی           |
| ۲۰۰۶  | توکیو   | اولسان هیوندای هورانگ-آی | گامبا اوساکا         | جف یونایتد چیبا †     | دالیان شیده           |
| ۲۰۰۷  | جینان   | شانگهای شنهوا †          | شاندونگ لوننگ تایشان | اوراوا رد دایموندز    | سئونگنام ایلهوا چونما |